# José Mata Castro
Mata  Castro est un nom espagnol. Le premier nom de famille, en général paternel, est Mata ; le second, en général maternel, souvent omis, est Castro.
José Mata Castro, connu sous le nom d'El Comandante Mata, né le 1er janvier 1911 à San Martin del Rey Aurelio, dans les Asturies, en Espagne, et mort à Alès, en France, 13 juin 1989, mineur de profession, est un commandant de l'Armée populaire de la République pendant la guerre d'Espagne.
Il est l'un des plus célèbres membres du maquis asturien contre l'Espagne franquiste.

## Biographie
José Mata Castro naît à La Llave, sur la commune de San Martin del Rey Aurelio. 
Il travaille très jeune dans la mine de La Revanga, située dans la ville, et adhère au syndicat des ouvriers miniers des Asturies (SOMA). Il entre à l'âge de 16 ans aux Jeunesses socialistes des Asturies, puis, en 1931, au Parti socialiste ouvrier espagnol. 
Il participe à la Révolution de 1934 dans la vallée du Nalón. Il est arrêté et passe 14 mois dans la prison du Clos, à Gijón, jusqu'à la victoire du Front populaire aux élections générales de 1936.
Lors du soulèvement nationaliste des 17 et 18 juillet 1936 en Espagne, il rejoint l'expédition de mineurs qui se dirige vers Madrid pour défendre la République espagnole, via Ponferrada, Villablino, Leitariegos et Cangas del Narcea.
Ensuite, il combat sur lors du siège d'Oviedo pendant l'offensive d'octobre 1936. Pendant les mois de novembre et de décembre, il rejoint l'Académie militaire de Bilbao, d'où il sort avec le grade de lieutenant de l'Armée populaire de la République. De retour dans les Asturies, il participe à l'offensive républicaine de février 1937 sur Oviedo aux côtés de Manuel Otero, qui est tué durant l'affrontement, et qu'il remplace provisoirement dans le commandement du bataillon républicain. 
En mars 1937, il compose son propre bataillon, dans les Asturies, le bataillon nº 64 (connu sous le nom de « Batallón Mata »). 
En octobre 1937, les nationalistes prennent possession des Asturies. José Mata Castro doit alors se réfugier dans les montagnes asturiennes avec ses camarades. Il devient l'un des  principaux leaders de la guérilla anti- franquiste de la région, organisée en 1943 avec la création du Comité del Monte (en français : Comité de la Montagne). Il participe également à la réorganisation de la Fédération socialiste asturienne-PSOE (FSA). 
Menacé, avec ses camarades, par la Terreur blanche, il réussit à rejoindre la France en 1948. Il revient à sa profession de mineur tout en continuant à militer contre l'Espagne franquiste. 
Lors de la transition démocratique, il revient quelquefois en Espagne, lors de voyages, jusqu'à sa mort, dans la ville d'Alès, dans le département du Gard, en 1989.